# Perger-Prisma

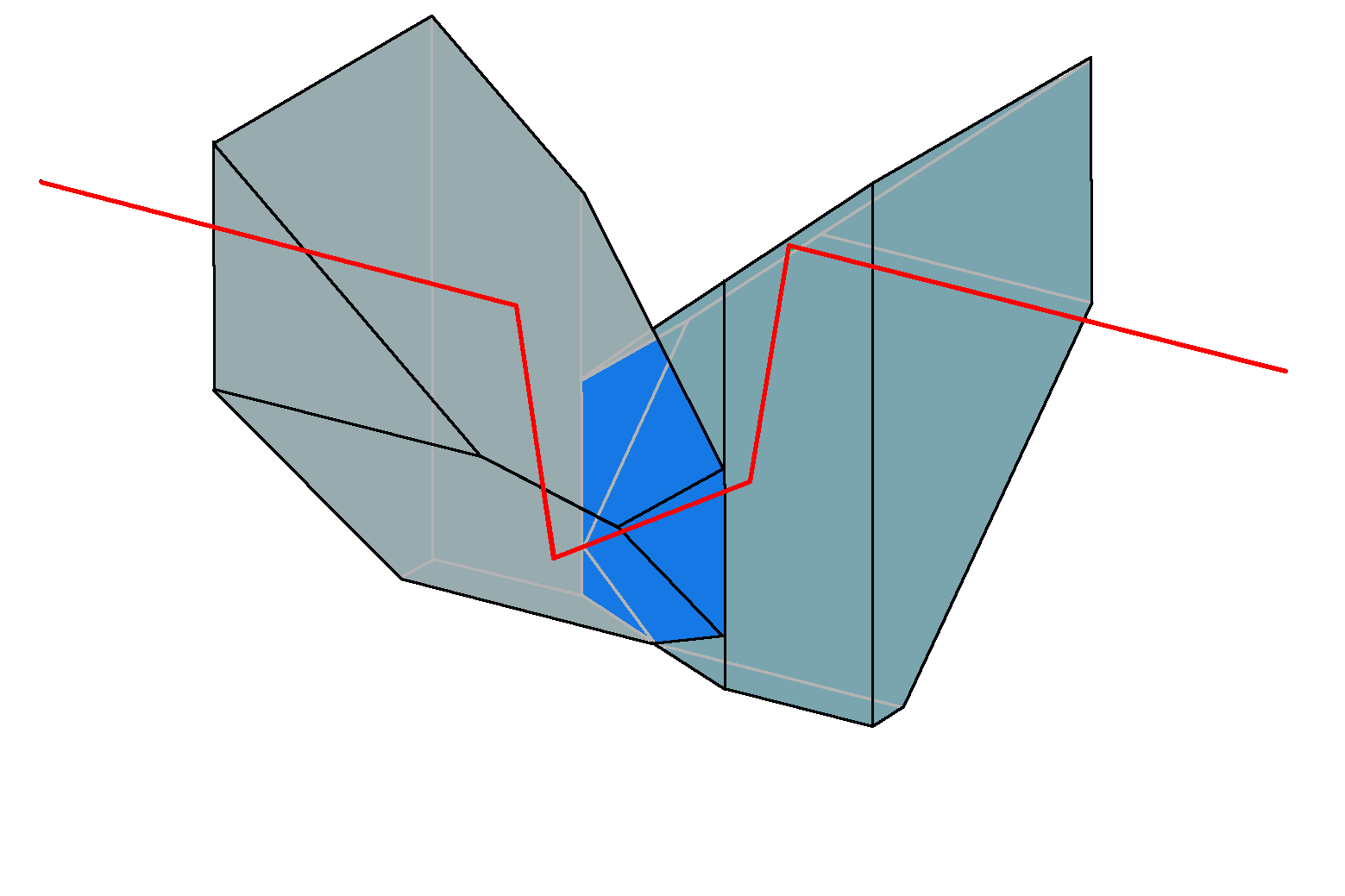
Strahlengang im Perger-Prisma; die Kittfläche ist blau gezeichnet.

Ein Perger-Prisma ist ein Umkehrprisma, das heißt ein spezielles Reflexionsprisma, das verwendet wird, um ein Bild zu invertieren (Drehung um 180°). Die Besonderheit dieses Prismas liegt darin, dass es, wie ein Porroprisma, mit nur vier Strahlumlenkungen auskommt, dabei weder eine Dachkante, verspiegelte Fläche oder Luftspalt aufweist. Im Gegensatz zum Porroprisma führt es jedoch zu einem deutlich reduzierten Achsversatz, der den Bau vergleichsweise kompakter Ferngläser erlaubt. Das Umkehrsystem wurde 2012 von Andreas Perger patentiert und zunächst im Fernglas Geovid HD (dritte Generation) des Herstellers Leica eingesetzt.

## Aufbau und Funktionsweise
Das Perger-Prisma besteht aus zwei Glasprismen unterschiedlicher Form, die miteinander verkittet werden können. Bei dessen Design diente zunächst die zweiteilige Variante des Porroprismas 2. Art als Vorlage. In den nächsten Entwicklungsschritten wurde zunächst die Kittfläche gegenüber dem Strahlengang geneigt, ferner die erste und die letzte Reflexionsfläche derart verkippt, dass der Strahl jeweils Einfallswinkel aufweist, die die im Porroprisma üblichen 45° überschreiten. Auf diese Weise konnte der Achsversatz auf etwa 70 % des im Porroprisma 2. Art, d. h. auf etwa die Hälfte des im Porroprisma, vorliegenden Wertes reduziert werden.
Da die Teilprismen verkittet sind und die Strahlumlenkung vollständig auf dem Prinzip der Totalreflexion basiert, fallen innerhalb dieses Umkehrsystems keinerlei Reflexionsverluste an. Die im Fernglasbau weit verbreiteten Dachkantprismen führen zu einem Qualitätsverlust der Abbildung durch Beugungseffekte an der Dachkante und benötigen ferner eine Phasenkorrekturbeschichtung – Komplikationen, die im Perger-Prisma vermieden werden.
Ein weiterer Vorteil des Perger-Prismas liegt darin, dass die Schrägstellung der Kittfläche zur optischen Achse zum Einkoppeln eines Messstrahls oder einer Displayanzeige genutzt werden kann, was den Einsatz dieses Prismentyps in Ferngläsern mit integrierten Entfernungsmessern ermöglicht. Dazu wird die Kittfläche mit einer dichroitischen Beschichtung versehen, die auf die Wellenlängen des Messstrahls und der Displayanzeige abgestimmt wird.